# Dahlem (Nordeifel)
Dahlem település Németországban, azon belül Észak-Rajna-Vesztfália tartományban. Lakosainak száma 4457 fő (2023. december 31.). Dahlem Blankenheim és Hellenthal községekkel határos.

## Népesség
A település népességének változása:
| Lakosok száma | 3877 | 4198 | 4202 | 4183 | 4361 | 4400 | 4457 |
|               | 1975 | 2014 | 2017 | 2019 | 2021 | 2022 | 2023 |